# Danger Close Games
Danger Close Games je podružnica Electronic Artsa (EA) osnovana 1995. kao DreamWorks Interactive, podružnica DreamWorks SKG-a. Tvrtka je kasnije promijenila naziv u EA Los Angeles i naposljetku 2010. u trenutačno ime. Industrija ove podružnice je proizvodnja videoigara. 1999. godine, Electronic Arts je otkupio DreamWorks Interactive od filmskog studija. 2003. godine, spojena je s Westwood Studiosom i Westwood Pacificom da bi stvorio tadašnju Electronic Arts Los Angeles podružnicu. Tvrtka je primarno namijenjena za Medal of Honor i Command & Conquer franšize.

## Poznate videoigre

### DreamWorks Interactive
- Someone's in the Kitchen! — (PC - 1996.)
- Goosebumps: Escape from Horrorland — (PC - 1996.)
- Dilbert's Desktop Games - (PC - 1997.)
- The Neverhood — (PC - 1997.)
- Chaos Island: The Lost World Jurassic Park — (PC - 1997.)
- The Lost World: Jurassic Park — (PlayStation - 1997.)
- Jurassic Park: Trespasser — (PC - 1998.)
- Warpath: Jurassic Park — (PlayStation - 1999.)
- T'ai Fu: Wrath of the Tiger — (PlayStation - 1999.)
- Medal of Honor — (PlayStation - 1999.)
- Medal of Honor: Underground — (PlayStation - 2000.)
- Clive Barker's Undying — (PC - 2001.)

### EA Los Angeles
- Medal of Honor: Frontline — (PlayStation 2 - 2002.)
- Medal of Honor: Allied Assault Spearhead — (PC dodatak - 2002.)
- Medal of Honor: Rising Sun — (Xbox, PlayStation 2, GameCube - 2003.)
- Command & Conquer: Generals - Zero Hour — (PC dodatak - 2003.)
- GoldenEye: Rogue Agent — (Xbox, PlayStation 2, GameCube - 2004.)
- Medal of Honor: Pacific Assault — (PC - 2004.)
- Medal of Honor: European Assault — (Xbox, PlayStation 2, GameCube - 2005.)
- The Lord of the Rings: The Battle for Middle-earth — (PC - 2004.)
- The Lord of the Rings: The Battle for Middle-earth II — (PC, Xbox 360 - 2006.)
- The Lord of the Rings: The Battle for Middle-earth II: The Rise of the Witch-king — (PC - 2006.)
- Command & Conquer 3: Tiberium Wars — (PC, Mac, Xbox 360 - 2007.)
- Medal of Honor: Vanguard - (PlayStation 2, Wii - 2007.)
- Medal of Honor: Airborne — (PlayStation 3, Xbox 360, PC - 2007.)
- Medal of Honor: Heroes 2 - (PlayStation Portable - 2007.)
- Command & Conquer 3: Kane's Wrath — (PC, Xbox 360 - 2008.)
- Boom Blox — (Wii - 2008.)
- Command & Conquer: Red Alert 3 — (Xbox 360, PC - 2008.)
- Command & Conquer Red Alert 3: Uprising — (PC - 2009.)
- Boom Blox Bash Party - (Wii - 2009.)
- LMNO — (PlayStation 3, Xbox 360 i PC - TBA)
- Tiberium — (PlayStation 3, Xbox 360 i PC - otkazano)

### Danger Close Games
- Medal of Honor (single-player komponenta) - (PC, PlayStation 3, Xbox 360)
- Medal of Honor: Warfighter - (PC, PlayStation 3, Xbox 360)

## Vanjske poveznice
- Web stranica na EA.com  Arhivirana inačica izvorne stranice od 11. travnja 2008. (Wayback Machine)
- EA Los Angeles kod MobyGames-a
- DreamWorks Games na Internet Arhivu